# Episodi di The Watcher
La prima stagione della serie televisiva The Watcher, composta da 7 episodi, è stata distribuita su Netflix, in tutti i paesi serviti dalla piattaforma, il 13 ottobre 2022.
| nº | Titolo originale         | Titolo italiano         | Pubblicazione   |
| -- | ------------------------ | ----------------------- | --------------- |
| 1  | Welcome, Friends         | Benvenuti, amici        | 13 ottobre 2022 |
| 2  | Blood Sacrifice          | Sacrificio di sangue    | 13 ottobre 2022 |
| 3  | Götterdämmerung          | Götterdämmerung         | 13 ottobre 2022 |
| 4  | Someone to Watch Over Me | Qualcuno che mi osserva | 13 ottobre 2022 |
| 5  | Occam's Razor            | Il rasoio di Occam      | 13 ottobre 2022 |
| 6  | The Gloaming             | L'oscurità              | 13 ottobre 2022 |
| 7  | Haunting                 | La maledizione          | 13 ottobre 2022 |

## Benvenuti, amici
- Titolo originale: Welcome, Friends
- Diretto da: Ryan Murphy
- Scritto da: Ryan Murphy e Ian Brennan

### Trama
I coniugi Brannock, Dean e Nora, si trasferiscono con i figli Carter ed Ellie in una lussuosa villa nel quartiere residenziale di Westfield, della cui vendita si è occupata Karen, una vecchia amica di college di Nora.
A Westfield fanno conoscenza con i loro strani vicini di casa: Mo e suo marito Mitch, Pearl Winslow e suo fratello Jasper, affetto da mutismo selettivo e disturbi schizoidi.
Dean ha un alterco sia con Mo (sorpresa a raccogliere rucola nel giardino della villa) che con Pearl (a causa delle continue quanto inaspettate visite di Jasper, che spesso si nasconde nel montavivande della villa) ed entrambi gli promettono che lo terranno d'occhio.
Subito dopo i Brannock ricevono una strana lettera da parte di una persona che si firma come l'Osservatore (The Watcher), che scrive di tenerli sott'occhio e di invitarli ad abbandonare la casa.
Una notte il furetto di Carter viene trovato morto con il cranio fracassato.
Dean e Nora si rivolgono quindi alla polizia e il detective Chamberland, seppur scettico, mette a disposizione della famiglia una pattuglia di sorveglianza.
- Guest star: Christopher McDonald (detective Rourke Chamberland), Michael Nouri (Roger Kaplan), Danny Garcia (Steve).

## Sacrificio di sangue
- Titolo originale: Blood Sacrifice
- Diretto da: Paris Barclay
- Scritto da: Ryan Murphy e Ian Brennan

### Trama
Nonostante la sorveglianza della polizia, i Brannock continuano a ricevere lettere dal misterioso Osservatore così Dean, esortato dal detective Chamberland, ingaggia un investigatore privato, Theodora Birch, un'ex cantante dal passato travagliato. Inoltre nella villa viene installato un sistema di videosorveglianza, di cui si occupa Dakota, un ragazzo afro-americano di 19 anni, che simpatizza con Ellie, nonostante la ragazza sia minorenne (16 anni).
Nora e i figli si stabiliscono temporaneamente in un motel, mentre Dean rimane nella villa per sorvegliare la casa.
Dean contatta Andrew Pearce, l'ex proprietario della casa, e lo incontra in un bar. Dopo aver mostrato le lettere ricevute dall'Osservatore Andrew racconta che Mo e Mitch erano stati sorpresi dal suo figlioletto a bere il sangue di un bambino sgozzato durante una sorta di rito satanico e che sua moglie Rose, una violoncellista con crisi depressive, si era impiccata dopo avere lasciato la casa.
Ancora visibilmente sconvolto per gli eventi narrati Andrew invita Dean ad abbandonare la villa al più presto.
Una notte Dean viene svegliato dal rumore di alcuni spari, ma una volta uscito di casa non nota nulla di strano e si convince che si sia trattato solo di un incubo. Il mattino seguente apprende però che Mo e Mitch sono morti in seguito a ferite da arma da fuoco. Secondo la polizia si tratta di un omicidio-suicidio in quanto Mo era malata di cancro e non le restava molto da vivere. Il figlio della coppia accusa Dean di essere il responsabile della loro morte.
- Guest star: Christopher McDonald (detective Rourke Chamberland), Seth Gabel (Andrew Pierce), Susan Merson (Tammy), Seth Barrish (Jack), Michael Devine (Christopher).

## Götterdämmerung
- Titolo originale: Götterdämmerung
- Diretto da: Ryan Murphy
- Scritto da: Ryan Murphy e Ian Brennan

### Trama
Durante i lavori di ristrutturazione nella villa Dean incontra John, un uomo che si presenta come ispettore responsabile della sorveglianza del cantiere, con il quale intrattiene una strana conversazione.
Dopo una partita a tennis al Country Club, Karen invita Nora a considerare l'idea di vendere la villa per sfuggire all'Osservatore.
Theodora informa Dean di una strage insabbiata dalla polizia locale: uno dei proprietari della casa, John Graff, è sparito dopo aver ricevuto delle lettere da parte dell'Osservatore e dopo avere ucciso tutti i componenti della sua famiglia e l'insegnante della figlia Pat; accanto ai corpi erano state rinvenute delle bottiglie contenenti sangue. 
Dal racconto di Theodora, Dean intuisce che l'autore della strage è John, l'uomo che la mattina si era spacciato per responsabile della sorveglianza del cantiere.
- Guest star: Christopher McDonald (detective Rourke Chamberland), Stephanie Kurtzuba (Helen Graff), Seth Barrish (Jack).

## Qualcuno che mi osserva
- Titolo originale: Someone to Watch Over Me
- Diretto da: Paris Barclay
- Scritto da: Ryan Murphy e Ian Brennan

### Trama
Theodora informa i Brannock che il nickname utilizzato da Dakota nei giochi di ruolo online è The Watcher: ora il ragazzo è il principale sospettato.
Con uno stratagemma Dean viene in possesso del cellulare della figlia e scopre che Ellie ha una relazione con Dakota.
Dean perde casa, famiglia e lavoro a causa di un video che riprende una ragazza diciassettenne con le treccine introdursi nella sua camera da letto. 
Nora caccia di casa il marito e decide di seguire il consiglio di Karen: vendere la casa e chiedere il divorzio.
Dean capisce di essere stato incastrato: la ragazza ripresa nel video indossa un vestito simile a quello di Pat, la figlia di John Graff, e, guardando casualmente uno spot pubblicitario nel motel dove ora alloggia, scopre che Andrew Pearce, l'ex proprietario della villa, è in realtà un attore.
Dean professa la sua innocenza alla moglie, continuando a proteggere la famiglia dall'esterno della villa; durante un appostamento notturno in auto, con sua grande sorpresa, vede rincasare Mo e Mitch, i vicini creduti morti in seguito a un omicidio-suicidio: Mo lo fissa compiaciuta dalla finestra, prima di chiudere le tende.
- Guest star: Christopher McDonald (detective Rourke Chamberland), Seth Gabel (Andrew Pierce), Matthew Del Negro (Darren Dunn), Seth Barrish (Jack), Susan Merson (Tammy), Jeffrey Brooks (poliziotto).

## Il rasoio di Occam
- Titolo originale: Occam's Razor
- Diretto da: Jennifer Lynch
- Scritto da: Ryan Murphy e Ian Brennan

### Trama
Consultando i tabulati telefonici Nora nota che la chiamata ricevuta durante il suo soggiorno con i figli al motel è stata effettuata direttamente dalla villa e sospetta che il marito possa essere l'Osservatore.
Dakota informa i Brannock che ha controllato i filmati effettuati dal sistema di videosorveglianza, ma che in nessun video è visibile una ragazza con le treccine introdursi nella villa; egli ipotizza che la ragazza potrebbe essere nascosta all'interno della villa.
A pranzo a casa della signora Winslow, Mo rivela a Pearl ed a Nora che il figlio Christopher, da tempo nella spirale della droga, è il responsabile del duplice omicidio: le vittime sono due anziani signori somiglianti a lei ed a Mitch, conosciuti dal figlio durante il soggiorno nella loro residenza in Florida.
Pearl racconta a Nora di avere ricevuto anni prima una lettera simile a quella dell'Osservatore contenente una poesia intitolata "Ode alla casa".
Dean confessa alla moglie di essere l'autore della terza lettera dell'Osservatore: per risolvere i gravi problemi economici della famiglia legati all'acquisto della casa ed ai lavori di ristrutturazione aveva pensato che l'unica soluzione possibile fosse vendere la villa.
Al country club Nora sorprende Karen ed il detective Chamberland pranzare insieme ed avverte immediatamente il marito. I Brannock li accusano pubblicamente di essere l'Osservatore.
Ellie informa i genitori di avere effettuato su internet delle ricerche relative alla poesia "Ode ad una casa": si tratta di una lezione tenuta annualmente dal professore Kaplan (ora in pensione) in cui invita gli studenti a scrivere una poesia dedicata ad una casa di Westfield (non di loro proprietà) di loro gradimento. Nora ricorda di avere incontrato il professore il giorno stesso dell'acquisto della villa.
Dean e Nora scoprono l'esistenza di un tunnel nella villa, ove scorgono l'ombra di una persona che fugge da loro.
- Guest star: Christopher McDonald (detective Rourke Chamberland), Seth Gabel (Andrew Pierce), Patricia Black (Marjorie), Danny Garcia (Steve), Susan Merson (Tammy).

## L'oscurità
- Titolo originale: The Gloaming
- Diretto da: Max Winkler
- Scritto da: Ian Brennan e Reilly Smith

### Trama
L'uomo che fugge nel tunnel è John Graff ed il tunnel sbuca nella casa di Pearl Winslow, pronta ad accogliere l'uomo nella sua dimora.
I Brannock si rivolgono alla polizia, ma il detective Chamberland, risentito per la pubblica accusa mossa dai coniugi nei suoi confronti al country club, nega alcun aiuto.
Theodora interroga Trish, l'ex moglie del professor Kaplan, il quale aveva il sogno di diventare un architetto. Egli ha divorziato dalla moglie per sposare una sua ex studentessa.
I Brannock sospettano che Kaplan possa essere l'Osservatore, lo bloccano al supermercato per interrogarlo ma egli nega di essere coinvolto; minaccia però i Brannock di vendicarsi per il trattamento subito.
Dean va da Pearl per chiederle se è a conoscenza dell'esistenza di un tunnel a casa sua, ma non ottiene nessuna informazione.
I Brannock e Dakota cenano nella villa per festeggiare la vendita della casa, ma la mattina seguente Nora apprende da Karen che l'offerta di acquisto è stata ritirata perché la casa viene considerata maledetta.
- Guest star: Christopher McDonald (detective Rourke Chamberland), Michael Nouri (Roger Kaplan), Kate Skinner (Trish), Anthony Bowden (Roger da giovane), Pamela Dunlap (Carol Flanagan).

## La maledizione
- Titolo originale: Haunting
- Diretto da: Jennifer Lynch
- Scritto da: Ian Brennan, Reilly Smith, Todd Kubrak e Ryan Murphy

### Trama
I Brannock tornano nella loro vecchia casa di New York. Dean è in terapia da una psichiatra, ma è ossessionato dal mistero dell'Osservatore.
In punto di morte Theodora, da tempo malata di cancro oramai metastatico, confessa a Dean di essere l'Osservatore e di avere macchinato un piano per riprendere la villa di Westfield in quanto era la vecchia proprietaria.
Quando però Dean va da Mo per scusarsi di tutti i problemi che le ha creato, la donna non ricorda alcun proprietario di colore e Dean sospetta che Theodora abbia mentito.
Al funerale di Theodora la figlia, incalzata dalle domande dei Brannock, rivela che la madre ha inventato tutto in modo che Dean e Nora fossero contenti per la risoluzione del caso e che dimenticassero al più presto la storia dell'Osservatore.
La casa dei Brannock viene acquistata da Karen, che viene accusata da Nora di essere l'Osservatore: secondo Nora, Karen li ha spaventati con lettere minatorie in modo da ottenere un prezzo d'acquisto vantaggioso.
Anche Karen, una volta stabilitasi nella villa, riceve una lettera dall'Osservatore e nota strani fenomeni quali l'uccisione del suo cane e l'allagamento della casa; terrorizzata contatta il detective Chamberland, il suo ex compagno, che si rifiuta di aiutarla. La villa viene quindi venduta nel giro di 48 ore a nuovi proprietari.
Nel finale, vediamo in carrellata tutti i personaggi che sono stati sospettati di essere l'Osservatore, intenti a tenere d'occhio i nuovi proprietari: Pearl, che porta via il fratello Jasper intento a tagliare con l'ascia un ceppo, proprio davanti alla nuova proprietaria, che appare turbata dalla scena, e accenna un saluto non ricambiato; Mo, che osserva da lontano con un binocolo il nuovo proprietario che cucina al barbecue; Jonh Graff, che spia i vicini dalla finestra; Roger Kaplan, che passeggia davanti alla casa con la moglie; Dakota, che lascia un biglietto da visita nella cassetta postale; e Dean, che, mentendo a Nora, si è recato alla casa, nonostante avesse detto alla moglie di essere ad un colloquio di lavoro. In ultimo vediamo proprio Nora fermarsi davanti alla casa poco dopo che Dean è andato via. Non si è mai saputo chi fosse realmente l'Osservatore, e il finale lascia il dubbio su tutti i personaggi.
- Guest star: Christopher McDonald (detective Rourke Chamberland), Michael Nouri (Roger Kaplan), Seth Gabel (Andrew Pierce), Patricia Black (Marjorie), Brittany Bradford (Nina), Jeff Hiller (terapista).